# 基尼奥洛波
基尼奥洛波（義大利語：Chignolo Po），是意大利帕维亚省的一个市镇。总面积23平方公里，人口4023人，人口密度174.9人/平方公里（2009年）。国家统计（ISTAT）代码为018048。